# Trachagathis rubricincta
Trachagathis rubricincta är en stekelart som först beskrevs av William Harris Ashmead 1894.  Trachagathis rubricincta ingår i släktet Trachagathis och familjen bracksteklar. Inga underarter finns listade i Catalogue of Life.